# Ami Koshimizu
Ami Koshimizu (小清水 亜美 Koshimizu Ami?,  Kokubunji, Tokio, Japón, 15 de febrero de 1986) es una reconocida actriz de voz y cantante japonesa, afiliada a Axlone. Estuvo representada anteriormente por Production Baobab.

## Filmografía
El orden de esta lista es serie (personaje)
- Sailor Moon Crystal (Makoto Kino / Sailor Jupiter)
- Pretty Guardian Sailor Moon Eternal  (Makoto Kino / Sailor Jupiter)
- Pretty Guardian Sailor Moon Cosmos: The Movie (Makoto Kino / Sailor Jupiter)
- Ashita no Nadja (Nadja Applefield)-DEBUT
- Gunslinger Girl (Claes)
- Daphne in the Brilliant Blue (Yukari Hanaoka)
- AIKa R-16: Virgin Mission (Aika Sumeragi)
- AIKa Zero (Aika Sumeragi)
- Futakoi (Sumireko Ichijou)
- Futari wa Pretty Cure (Natsuko Koshino)
- Sweet Valerian (Kanoko)
- Blood+ (Mao Jahana)
- Eureka 7 (Anemone)
- Futakoi Alternative (Sumireko Ichijou)
- Heroic Age(Yutira)
- IGPX (Yuri Jinno)
- Kimikiss pure rouge(Yumi Hoshino)
- Lady vs Butlers! (Sanae Shikikagami)
- Loveless (Ai)
- My-Otome (Nina Wong)
- Onegai My Melody (Miki Sakurazuka)
- Kamisama Kazoku (Tenko)
- Lemon Angel Project (Saya Yuuki)
- Simoun (Paraietta)
- Muteki Kanban Musume (Megumi Kanazumi)
- Saki (Haramura Nodoka)
- School Rumble (Tenma Tsukamoto)
- School Rumble Ni Gakki (Tenma Tsukamoto)
- School Rumble San Gakki (Tenma Tsukamoto)
- School Rumble OVA Ichigakki Hoshu (Tenma Tsukamoto)
- Special A (Chitose Saiga y Yahiro Saiga-niño-)[3]
- Spice and Wolf (Horo)
- Suite PreCure (Hibiki Hojo/Cure Melody)
- Star Driver (Keito Nichi)
- Tales of Legendia (Fenimore Xelhes, Thyra Welzes)
- Code Geass (Kallen Stadtfeld/Kallen Kozuki)
- Myself ; Yourself (Nanaka Yatsushiro)
- Umineko no naku koro ni (Rosa Ushiromiya)
- Omamori Himari (Himari Noihara)
- Koharu Biyori (Kuon)
- The King Of Fighters XIII (Mai Shiranui)
- Neo Geo Heroes Ultimate Shooting PSP (Mai Shiranui)
- Lemon Angel Project (Hoshi Yayoi)
- Sora No Manimani ( Fumi Kotozuka)
- Gokuraku Parodius (pachinko) (Akane)
- Strike Witches (Charlotte Yaeger)
- KOF Sky Stage (Mai Shiranui)
- Hyakka Ryouran Samurai Girls (Charles D'artanian)
- Nurarihyon No Mago (Miembro del Clan Sanbu Garasu)
- Rio Rainbow Gate! (Madre de Rina)
- Freezing (Ingrid Berstein)
- The World God Only Knows 2(Kasuga Kusunoki)
- Final Fantasy Type-0 (Queen)
- Sengoku Basara 3 (Tsuruhime)
- Gintama (Sayaka) cap.227-228
- Queens Gate Spiral Chaos (Mai Shiranui)
- Kyoukai Senjou no Horizon (Asama Tomo)
- Kyoukai Senjou no Horizon II (Asama Tomo)
- Shijō Saikyō no Deshi Kenichi Ova (Tsukasa)
- Kore wa Zombie Desu ka? Of The Dead Cap.9(Naegleria Nebiros "Nene")
- Persona 4 The Animation (Yukiko Amagi)
- Dog Days (LeonMitchelli Galettes Des Rois)
- Carnival Phantasm(Karen Ortensia)
- Fate/Hollow Ataraxia (Karen Ortensia)
- Fate/Kaleid Prisma Illya Zwei (Karen Ortensia)
- Jormungand (Shokolade)
- Medaka Box (Yobuko)
- Kono Kana Ni Hitori, Imouto ga Iru! (Ikusu Mizutani/Mister X)
- Soltrigger (Sophie)
- Maoyuu Maou Yuusha (Maou)
- Devil Survivor 2 The Animation (Hinako Kujou)
- To Aru Kagaku no Railgun S (Shizuri Mugino)
- Kill la Kill (Matoi Ryuko)
- D-Frag (Minami Oosawa)
- Black Bullet (Miori Shiba)
- Cross Ange: Tenshi to Ryuu no Rondo (Ersha)
- Seitokai no Ichizon Lv.2 (Asuka Matsubara)
- Ane Log (Konoe Moyako)
- Gangsta (Constance Raveau)
- Sore Ga Seiyuu (Atsumari)
- Soul Eater Not! (Shaura Gorgon)
- Dog Days" (Leonmitchelli Galette des Rois)
- Gundam Reconguista in G (Khun Soon)
- Yurikuma Arashi (Konomi Yurikawa)
- Yahari Ore no Seishun Love Come wa Machigatteiru (Saki Kawasaki)
- Yahari Ore no Seishun Love Come wa Machigatteiru. Zoku (Saki Kawasaki)
- Yahari Ore no Seishun Love Come wa Machigatteiru: Kan (III) (Saki Kawasaki)
- Fate/kaleid liner PRISMA☆Illya 2wei Herz! (Caren Hortensia)
- Himōto! Umaru-chan (Manager Kano)
- Venus Project: Climax (Teniente)
- Prison School (Kate Takenomiya)
- GATE (Chule)
- Musaigen no Phantom World (Ayumi Kitajima/Enigma)
- Macross Delta (Mikumo Guynemer)
- Ragnastrike Angels (Erenoa Sonoda)
- The King Of Fighters XIV and XV (Mai Shiranui)
- Unhappy (Saginomiya-sensei)
- Dead Or Alive 5 Last Round (Mai Shiranui)
- Joker Game (Ellen Price, ep 10)
- Bungō Stray Dogs 2.º Temporada (Kōyō Ozaki)
- Tales of Berseria (Eleanor Hume)
- Alice & Zōroku (Shizuku Ichijō)
- Boku no Hero Academia (Sirius)
- Konbini Kareshi (Nozomi Itokawa)
- Overlord II (Lakyus)
- Death Note (Yuri)
- Danganronpa 2: Goodbye Despair {Juego} [Ibuki Mioda]
- Darling in the Franxx (Naomi)
- Akanesasu Shōjo (Nana Nanase)
- Dead or Alive 6 (Mai Shiranui)
- Bloodstained Ritual of The Night (Miriam)
- Tsuujou Kougeki ga Zentai Kougeki de Ni-kai Kougeki no Okaasan wa Suki Desu ka (Medhimama)
- Dragon Quest XI Echoes of an Elusive Age (Jade)
- Blanc +Neptune Vs Zombies (Tamsoft)
- Magia Record (Liz Hawkwood)
- RWBY (Yang)
- Blazblue CTB(Yang,Yukiko Amagi)
- Genshin Impact (Beidou)
- Devilman Crybaby (Miki "Miko" Kuroda)
- Tensei Ishitara Kendase (Amanda)
- The King Of Fighters XV (Mai Shiranui)
- Street Fighter 6 (Mai Shiranui)
- Edomae Elf (Eldali IIlma Fanomenel/Takamimi Hime-no Mikoto)
- Isekai One Turn Kill Neesan (Kilmaria)
- Kamikatsu (Gaia)
- Level 1 Maou (Yuria)
- Lycoris Recoil (Mizuki Nakahara)
- Tate no Yuusha (Nadia)
- Hitorijime My Hero (Ayaka Hasekura)

### Videojuegos
- Yahari Game demo Ore no Seishun Love Come wa Machigatteiru como Saki Kawasaki.
- Yahari Game demo Ore no Seishun Love Come wa Machigatteiru. Zoku como Saki Kawasaki.
- Yahari Game demo Ore no Seishun Love Come wa Machigatteiru. Kan como Saki Kawasaki.
- Wuthering Waves como Yinlin

## Curiosidades
- Comparte cumpleaños con su personaje Hibiki Hojo/Cure Melody del anime Suite PreCure.